# Megaselia meconicera
Megaselia meconicera är en tvåvingeart som först beskrevs av Speiser 1925.  Megaselia meconicera ingår i släktet Megaselia och familjen puckelflugor. Arten är reproducerande i Sverige. Inga underarter finns listade i Catalogue of Life.